# Georg Paezel
Georg Willi Paezel (* 15. September 1880 in Potsdam; † 12. November 1951 in Berlin-Steglitz) war ein deutscher Kameramann und Kinotechniker.

## Leben
Paezel lässt sich zwischen 1912 und 1926 als Kameramann von Spiel- und Dokumentarfilmen nachweisen. Paezel arbeitete in den 1910er Jahren für die Filmgesellschaft von Karl Werner (Berlin/Köln), zu der er von Oskar Messters Projections GmbH gewechselt war.
Er fotografierte 1912/13 vier Folgen der Stummfilmreihe Aus dem Leben eines Multimillionärs, 1913 drei Folgen der Detektiv-Serie Miss Nobody mit Senta Eichstaedt und 1920/21 drei Folgen der „Harry-Hill“-Kriminalfilmserie mit Valy Arnheim. 1925 assistierte er zusammen mit Herbert Körner und Willy Großstück dem Kameramann Willy Goldberger bei Aufnahmen vom Kampf des Schwergewichts-Boxers Hans Breitensträter gegen den späteren Europameister Paolino Uzcudun im Berliner Sportpalast. 1926 drehte er für die Dresdener Leo-Werke einen Dokumentarfilm über Zahnpflege. Beim Übergang vom stummen zum tönenden Film machte er sich rechtzeitig mit der neuen Technologie vertraut. Im Amtlichen Fernsprechbuch für Berlin, Jahrgang 1936 ist er mit der Berufsbezeichnung „Tonfilmtechniker und Kameramann“ eingetragen.
Er wohnte 1936 in Berlin-Lichterfelde in der Lorenzstraße 16.

## Filmografie
- 1912: Weihnachtsfreud und -leid, auch: Friede auf Erden (mit Josef Coenen, wurde noch von Messter hergestellt, aber von Werner verliehen)[6]
- 1912: Die Dame in Schwarz (Folge III der Serie:  Aus dem Leben eines Multimillionärs.)
- 1912: Der Doppelgänger (Folge IV der Serie: Aus dem Leben eines Multimillionärs.)
- 1913: Der Herr der Welt
- 1913: Der Schwarze Diamant (Folge I der Serie: Nobody, der weibliche Detektiv.)
- 1913: Das Geheimnis von Chateau Richmond (Folge II der Serie: Nobody, der weibliche Detektiv.)
- 1913: Die Jagd nach der Hundertpfundnote oder Die Reise um die Welt (Folge III der Serie: Nobody, der weibliche Detektiv.)
- 1913: Lincoln als Deckenläufer (Folge V der Serie: Aus dem Leben eines Multimillionärs.)
- 1913: Radium (Folge VI der Serie: Aus dem Leben eines Multimillionärs. Mit Ressel Orla und Senta Eichstaedt.)
- 1913: Sacco, der Hungerkünstler
- 1913: Das Teufelsloch
- 1914: Das Glück im Winkel
- 1914: Im Schatten der Schuld (mit der Schauspielerin und Sängerin Alice Scheel-Hechy)
- 1914: Lepain. Der König der Unschuldigen
- 1914: Lepain. Der Kampf mit dem Meisterdetektiv John Hawkes
- 1919: Los vom Weibe
- 1920: Die Höllenmaschine [Valy Arnheim als Detektiv Harry Hill]
- 1920: Geheimbund der Falken [Valy Arnheim als Detektiv Harry Hill]
- 1921: Das Detektivduell [Valy Arnheim als Detektiv Harry Hill]
- 1925: Breitensträter Paolino. Des deutschen Meisters schwerster Kampf (Dokumentarfilm)
- 1926: Des Menschen Zähne und ihre Pflege (Dokumentarfilm)